# Parigi-Camembert 2007
La Parigi-Camembert 2007, sessantottesima edizione della corsa e valida come evento del circuito UCI Europe Tour 2007 categoria 1.1, fu disputata il 17 aprile 2007, per un percorso totale di 205 km. Fu vinta dal francese Sébastien Joly, al traguardo con il tempo di 4h32'06" alla media di 45,204 km/h.
Partenza con 113 ciclisti di cui 56 portarono a termine il percorso.

## Ordine d'arrivo (Top 10)
| Pos. | Corridore         | Squadra         | Tempo    |
| ---- | ----------------- | --------------- | -------- |
| 1    | Sébastien Joly    | F. des Jeux     | 4h32'06" |
| 2    | Anthony Charteau  | Crédit Agricole | a 10"    |
| 3    | Benoît Vaugrenard | F. des Jeux     | a 1'35"  |
| 4    | Tom Stubbe        | Ch. Jacques     | s.t.     |
| 5    | Florent Brard     | C. d'Epargne    | s.t.     |
| 6    | Charles Guilbert  | Bretagne        | s.t.     |
| 7    | Nicolas Jalabert  | Agritubel       | a 3'38"  |
| 8    | Stéphane Augé     | Cofidis         | a 3'41"  |
| 9    | Nicolas Roche     | Crédit Agricole | s.t.     |
| 10   | Laurent Brochard  | Bouygues Tél.   | a 3'45"  |